# أندريا دي باولا
أندريا دي باولا (بالإيطالية: Andrea De Paola)‏ (2 أكتوبر 1990 في إيطاليا - ) هو لاعب كرة قدم إيطالي في مركزي الدفاع وقلب الدفاع. شارك مع منتخب إيطاليا تحت 20 سنة لكرة القدم. أما مع النوادي، فقد لعب مع نادي كاربي ويوفنتوس ونادي فياريجو وكارسو كالتشيو ‏.

## وصلات خارجية
- أندريا دي باولا على موقع قاعدة بيانات كرة القدم.إي يو (الإنجليزية)
- أندريا دي باولا على موقع Soccerway.com (الإنجليزية)